# Shane Filan
Shane Steven Filan (* 5. Juli 1979 in Sligo) ist ein irischer Popsänger, der besonders durch seine Mitgliedschaft bei der Band Westlife bekannt wurde.

## Biografie
Filan wuchs als jüngstes von sieben Geschwistern in der Kleinstadt Sligo auf, in der seine Eltern einen Imbiss namens Calton Café betrieben.
Schon früh begeisterte er sich für Musik und Tanz: Er lernte als Jugendlicher den Moonwalk und nahm an einer Schulaufführung des Musicals Grease teil. Neben der Musik war Reiten eines seiner Lieblingshobbies. Seine Eltern haben ein Gestüt am Rand Sligos, dort kann Shane immer noch entspannen, indem er sich auf eines seiner Pferde setzt. Sein Pferd heißt „Calton Clover“ und das seiner Frau Gillian „Calton Sylvester“. Die Namen der Pferde beginnen alle mit „Calton“, in der Erinnerung an das Café.
Die erste Gruppe, deren Mitglied er war, IOYOU, kam über regionale Popularität inklusive einiger Fernsehauftritte kaum hinaus. Aus dieser Boygroup entstand unter der Ägide des Boyzone-Managers Louis Walsh die Gruppe Westlife, als deren Mitglied er ab 1999 einem vornehmlich jungen Publikum bekannt wurde. Er tritt hauptsächlich als Sänger in Erscheinung, ist aber als Co-Komponist einiger Liedern der Gruppe – beispielsweise der Top-10-Single Bop Bop Baby – genannt.
Nach der Auflösung von Westlife veröffentlichte er im August 2013 seine Debütsingle Everything to Me. Sein erstes Soloalbum You and Me erschien im November 2013.
Filan ist seit dem 28. Dezember 2003 mit Gillian Walsh, einer Cousine Kian Egans, verheiratet, mit der er eine Tochter (* 2005) und zwei Söhne (* 2008 und * 2010) hat. Bis 2014 lebte die Familie in Surrey in der Nähe von London, zog danach jedoch zurück in Filans Geburtsort Sligo.

## Diskografie
Alben
- 2013: You and Me
- 2015: Right Here
- 2017: Love Always

Singles
- 2013: Everything to Me
- 2013: About You
- 2014: Knee Deep in My Heart
- 2015: Me and the Moon
- 2015: I Could Be (mit Nadine Coyle)
- 2017: Heaven
- 2017: Unbreakable